# Orseolia miscanthi
Orseolia miscanthi är en tvåvingeart som först beskrevs av Shinji 1938.  Orseolia miscanthi ingår i släktet Orseolia och familjen gallmyggor. Inga underarter finns listade i Catalogue of Life.